# マイケル・テイラー (政治学者)
マイケル・テーラー（Michael John Taylor、1942年9月22日 - ）は、イギリス出身の政治学者。専門は政治経済学、合理的選択理論およびゲーム理論に基づく政治分析。
ロンドン大学卒業後、1975年にエセックス大学で博士号を取得する。エセックス大学政治学部講師を経て、1985年からワシントン大学政治学部教授。

## 著書

### 単著
- Anarchy and Cooperation, (Wiley, 1976).
- Community, Anarchy, and Liberty, (Cambridge University Press, 1982).
- The Possibility of Cooperation, (Cambridge University Press, 1987).

松原望訳『協力の可能性――協力、国家、アナーキー』（木鐸社, 1995年）
- Rationality and the Ideology of Disconnection, (Cambridge University Press, 2006).

### 共著
- The Analysis of Political Cleavages, with Douglas W. Rae, (Yale University Press, 1970).

### 編著
- Rationality and Revolution, (Cambridge University Press, 1988).